# Karsibórz Świdwiński
Karsibórz Świdwiński este o arie protejată (sit de importanță comunitară — SCI) din Polonia întinsă pe o suprafață de 587,99 ha, integral pe uscat.

## Localizare
Centrul sitului Karsibórz Świdwiński este situat la coordonatele 53°40′44″N 15°52′53″E / 53.6789°N 15.8814°E.

## Înființare
Situl Karsibórz Świdwiński a fost declarat sit de importanță comunitară în septembrie 2006 pentru a proteja 2 specii de animale.

## Biodiversitate
Situată în ecoregiunea continentală, aria protejată conține 8 habitate naturale: Lacuri și iazuri distrofice naturale, Turbării active, Mlaștini turboase de tranziție și turbării mișcătoare, Păduri de fag Luzulo-Fagetum, Păduri de fag Asperulo-Fagetum, Păduri de stejar sau de stejar și carpen sub-atlantice și medio-europene de Carpinion betuli, Păduri acidofile de stejar bătrân cu Quercus robur pe câmpii nisipoase, Mlaștini împădurite.
La baza desemnării sitului se află mai multe specii protejate:
- mamifere (1): vidră de râu (Lutra lutra)
- nevertebrate (1): libelule (Leucorrhinia pectoralis)